# مجمع دبي للذهب والألماس
مجمع دبي للذهب والألماس يقع في دبي بالإمارات العربية المتحدة. تأسس في مايو 2001. تبلغ مساحة المرحلة الأولى 511 ألف قدم مربع ويقع على شارع الشيخ زايد على بعد 23.5 كيلومتر من مطار دبي الدولي. المجمع امتداد للمنطقة الحرة في جبل علي.
قامت شركة إعمار العقارية بتطويره يشتهر باحنوائه على أرقى المجوهرات المصنّعة من الأحجار الكريمة والذهب والفضة والبلاتين والسبائك الذهبية، ويجذب  أعداداً كبيرة من  الزوّاركما  يقدم خدمة  تصميم المجوهرات بناءً على الطلب